# Majesteit (film)
Majesteit is een Nederlandse film uit 2010 geregisseerd door Peter de Baan met in de hoofdrollen Carine Crutzen, Gijs Naber en Hadewych Minis.
Jeroen Willems won een Gouden Kalf voor beste mannelijke bijrol.

## Verhaal
Nadat minister-president Balkenende en koningin Beatrix in 2003 na enkele dagen overleg, een tekst voor de troonrede hebben opgesteld voor Prinsjesdag, oppert de minister-president op het laatste moment een wijziging, waarbij een passage zou worden geschrapt over vroeger verstrekte hulp door Koningin Beatrix en haar recent overleden echtgenoot prins Claus aan het door Claus geliefde Afrika. De minister-president geeft aan dat schrappen van deze informatie noodzakelijk is om te voorkomen dat zijn kabinet zal vallen. Beatrix verzet zich. Zij wil niet langer een vrouw zijn die danst op de muziek van anderen. 
De film toont door vele flashbacks het leven van Beatrix en Claus hun ontwikkelingswerk in Afrika, de liefde tussen de twee en moeilijke momenten binnen de koninklijke familie. Zo wordt getoond dat Beatrix initieel gekant was tegen het huwelijk van prins Willem-Alexander en Máxima Zorreguieta. Wanneer duidelijk wordt dat ze dat niet kan tegenhouden probeert ze haar andere zoons prins Friso en prins Constantijn ervan te overtuigen om na haar aftreden de rol van koning der Nederlanden op zich te nemen. Beide zoons weigeren haar verzoek.
In de Gouden Koets op weg naar de Ridderzaal maant Willem-Alexander zijn moeder om de door de premier voorgeschreven veranderingen aan de troonrede te volgen in haar voordracht en zegt hij dat hij, indien ze dat niet zal doen, hij dit in haar plaats wel zou doen. Willem-Alexander is klaar om de rol over te nemen van zijn moeder en probeert haar hiervan te overtuigen. Beatrix verwijt Willem-Alexander dat hij zelfs het telefoonboek zou voorlezen als dat van hem werd gevraagd.
Terwijl Koningin Beatrix de troonzaal betreedt overweegt ze de verschillende uitkomsten van de moeilijke beslissing die ze zal moeten nemen over de voordracht van de troonrede. Rebelleren of volgzaam zijn, aftreden of aanblijven.

## Rolverdeling
| personage              | acteur         |
| ---------------------- | -------------- |
| koningin Beatrix       | Carine Crutzen |
| prins Claus            | Jeroen Willems |
| prins Willem-Alexander | Gijs Naber     |
| Máxima Zorreguieta     | Hadewych Minis |
| prins Friso            | Eelco Smits    |
| prins Constantijn      | Dave Mantel    |
| Jan Peter Balkenende   | Marcel Hensema |

- (en)   Majesteit in de Internet Movie Database